# OGame
OGame (рус. ОГейм) — стратегическая космическая игра. Относится к классу многопользовательских браузерных веб-игр, то есть требует для работы доступ в интернет и браузер с поддержкой JavaScript.
Официальное описание игры на русском сайте игры гласит:
ОГейм — это космическая стратегия. Тысячи игроков выступают одновременно против друг друга. Для игры Вам нужен всего лишь обычный браузер.
Старый вариант описания несколько отличался:
Вы являетесь межгалактическим императором, который распространяет своё влияние посредством различных стратегий на множество галактик. Вы начинаете на своей собственной планете и строите там экономическую и военную инфраструктуру. Исследования дают Вам доступ к новым технологиям и более совершенным системам вооружения. На всём протяжении игры Вы будете колонизировать множество планет, заключать альянсы с другими владыками и вести с ними торговлю или войну.

## Серверы
Игра была создана в городе Карлсруэ, Германия, а затем была переведена на 30 языков, в том числе и на русский:
| Аргентина (ogame.com.ar, 8) | Бразилия (ogame.com.br, 11) | Великобритания (ogame.org, 13) | Венгрия (ogame.hu, 9)      |
| Германия (ogame.de, 27)     | Греция (ogame.gr, 9)        | Дания (ogame.dk, 9)            | Испания (ogame.com.es, 31) |
| Италия (ogame.it, 21)       | Мексика (mx.ogame.org, 7)   | Нидерланды (ogame.nl, 11)      | Норвегия (ogame.no, 2)     |
| ОАЭ (ae.ogame.org, 3)       | Польша (ogame.pl, 22)       | Португалия (ogame.com.pt, 13)  | Россия (ogame.ru, 13)      |
| Румыния (ogame.ro, 7)       | Словакия (ogame.sk, 6)      | Словения (ogame.si, 3)         | США (ogame.us, 10)         |
| Тайвань (ogame.tw, 9)       | Турция (ogame.com.tr, 23)   | Финляндия (ogame.fi, 2)        | Франция(ogame.fr, 28)      |
| Хорватия (ogame.com.hr, 5)  | Чехия (ogame.cz, 11)        | Швеция (ogame.se, 5)           | Япония (ogame.jp, 4)       |

Примечание: в скобках указано доменное имя и количество вселенных (серверов) в различных странах по состоянию на 11 июля 2012 года. Часть вселенных в большинстве стран были объединены.

## Описание
В игре присутствуют бои, которые не требуют онлайн присутствия игроков в момент проведения боя. Бои проходят в автоматическом режиме, урон каждой стороны рассчитывается по формулам, включающим составляющую случайности. Тем не менее, своевременный вход в игру может предоставить преимущество, так как игрок, подвергающийся нападению может принять защитные меры, как увод флота и запасов с атакуемой планеты (путешествие атакующего флота к цели может длиться от нескольких минут (или шпионские зонды, не представляющие опасности, или же на сверхбыстрых серверах, где всё происходит в 5, а то и 10 раз быстрее) до нескольких суток — в зависимости от дальности полёта, двигателей кораблей и типа кораблей в атакующем флоте).
Игроки могут объединяться в альянсы, которые вступают в войны друг с другом. Состояние войны позволяет атаковать противников более активно. Боевая система в игре довольно сложная, что требует использования специальных боевых симуляторов для предсказания исхода боя.
Игроки соревнуются в количестве набранных очков, которое определяется суммой имеющегося вооружения, недвижимости и уровнем развития технологий.
9 июня 2010 года состоялось обновление большинства «старых» серверов с версии 0.84 до 1.2.2. С версии 1.х убрано ограничение на количество колоний у игрока; их количество теперь зависит от уровня астрофизики, заменившей экспедиционную технологию. С версии 2.0.0 добавлена техническая возможность объединять вселенные. С версии 2.1 изменено естественное производство. В версии 2.2 добавлена возможность приглашать друзей. Нововведения версии 3.0.0: новая защита новичков; изменения в статистике; добавлены титулы для игроков и почетные/непочетные победы; добавлены новые постройки. Новшества версии 4.0: возможность ускорить добычу ресурсов и исследования, новые возможности в меню Скупщик. В версии 5.3 добавлена возможность покинуть главную планету. Текущая версия 5.3.2 (февраль 2013).

## Премиумные аккаунты
За реальные деньги в игре можно приобретать так называемую «тёмную материю», используя которую можно получить небольшие преимущества перед противниками, такие как:
| Название офицера/функции | Бонусы/новые возможности | Стоимость в ТМ                            |
| ------------------------ | --- | ----------------------------------------- |
| Командир ОГейма          | Сообщений в избранном: +40; Очередь на строительство; Обзор Империи; Сканер транспортеров (возможность видеть ресурсы у прибывающих дружественных транспортов); Отсутствие рекламы. | Одна неделя: 10 000; Три месяца: 100 000. |
| Адмирал                  | Макс. слотов флота +2; Макс. кол-во экспедиций +1; Улучшенное отступление флота. | Одна неделя: 5 000; Три месяца: 50 000.   |
| Инженер                  | Сокращает вдвое потери в обороне; +10 % к производству энергии. | Одна неделя: 5 000; Три месяца: 50 000.   |
| Геолог                   | +10 % к выработке шахт. | Одна неделя: 12 500; Три месяца: 125 000. |
| Технократ                | +2 уровня шпионажа; −25 % к времени исследования. | Одна неделя: 10 000; Три месяца: 100 000. |
| Скупщик: обмен ресурсов  | Возможность продавать ресурсы виртуальному скупщику, по более выгодным курсам, чем при торговле с игроками.                                                                         | 3 500 за раз.                             |
| Переселение              | Возможность перемещать планеты. | 250 000 при успехе.                       |

Оплата «тёмной материи» возможна как посредством кредитной карты, так и через различные распространённые систем онлайн-платежей, включая PayPal, Webmoney, посредством СМС. Доступность способов оплаты в разных странах различна. Характерными для России способами являются 2pay, Яндекс Деньги. Цена «тёмной материи» ™ варьируется в зависимости от суммы покупки: 4,99 $ = 30 000 ТМ (6 012 ТМ/$), 9,99 $ = 75 000 ТМ (7 507 ТМ/$), 19,99 $ = 200 000 ТМ (10 005 ТМ/$), 49,99 $ = 750 000 ТМ (15 003 ТМ/$), 99,99 $ = 1 750 000 ТМ (17 502 ТМ/$).
«Тёмная материя» также доступна бесплатно, но в очень ограниченных количествах: есть небольшой шанс привезти немного «тёмной материи» из полёта с заданием «Экспедиция». Полёт занимает от 1 часа, шанс нахождения «тёмной материи» не более 10 % (однако, возможно нахождение большого количества других бонусов), количество найденной «тёмной материи» — несколько сотен единиц.

## Официальные IRC-каналы
Сервер: irc.onlinegamesnet.net
- Основной Канал: #ogame.ru
- Канал Поддержки: #ogame.ru-support

Используемая кодировка: Win-1251.